# Thornhill (Dumfries and Galloway)
Thornhill ist eine Ortschaft in der schottischen Council Area Dumfries and Galloway. Sie liegt rund 23 Kilometer nordwestlich des Zentrums von Dumfries am linken Ufer des Nith.

## Geschichte
Vermutlich in den 1260er Jahren wurde das nordöstlich von Thornhill gelegene Morton Castle erbaut. Es steht an einer gut zu verteidigenden Position, die auf drei Seiten durch den Morton Loch geschützt ist. Bis 1715 wurde der Wehrbau genutzt und ist heute nur noch als Ruine erhalten.
Im 14. Jahrhundert erhielt der Clan Douglas von König Robert the Bruce die umgebenden Ländereien von Drumlanrig in Nithsdale. Sie errichteten dort Drumlanrig Castle. Wahrscheinlich existierten jedoch am Standort zwei Vorgängerburgen. Obschon bereits 1356 eine Baronie eingerichtet wurde, stammt die frühste Erwähnung eines Wehrbaus jedoch aus dem Jahre 1492. Nachdem der Standort zunächst Sitz der Lords Drumlanrig war, wurde er mit der Ernennung William Douglas’ zum ersten Earl of Queensberry zum Earlssitz. Später wurde das Schloss Stammsitz der Dukes, dann der Marquesses of Queensberry.
Es war James Douglas, 2. Earl of Queensberry der Thornhill unter dem Namen New Dalgarno 1664 die Rechte eines Burghs verlieh. Charles Douglas, 3. Duke of Queensberry stiftete 1714 das Marktkreuz Thornhill Cross. Im Laufe des 18. und 19. Jahrhunderts wurden in Thornhill vier Kirchen erbaut.

## Verkehr
Mit der Nith Bridge entstand 1778 bei Thornhill eine Querung des Nith. Sie führt heute die A702 (Edinburgh–St John’s Town of Dalry). Zusammen mit der direkt durch Thornhill verlaufenden A76 (Kilmarnock–Dumfries) bindet sie die Ortschaft an das Fernstraßennetz an. 1846 wurde in Thornhill ein Bahnhof entlang der Hauptstrecke der Glasgow and South Western Railway eröffnet. Obschon die Strecke selbst noch genutzt wird, wurde der Bahnhof in den 1960er Jahren aufgelassen. Es existiert jedoch eine Initiative zur Wiedereröffnung.